# Labuhan Jaya (Teupah Selatan)
Labuhan Jaya is een bestuurslaag in het regentschap Simeulue van de provincie Atjeh, Indonesië. Labuhan Jaya telt 568 inwoners (volkstelling 2010).